# Chanteloup (Eure)
Pour les articles homonymes, voir Chanteloup.
Chanteloup est une ancienne commune française, située dans le département de l'Eure en région Normandie, devenue le 1er janvier 2016 une commune déléguée au sein de la commune nouvelle de Marbois.

## Toponymie
Le nom de la localité est attesté sous les formes Cantalupum (cartulaire de Conches) entre 1165 et 1172, Cantilupus vers 1195 (charte de Garin, évêque d’Évreux), Chanteloup-la-Poterie en 1828 (Louis Du Bois).
Toponyme médiéval issu de l'ancien français chante lou « chante loup ». Ce type toponymique, très répandu, désigne des endroits où l'on pouvait entendre le hurlement des loups, qui évoque un lieu où l'on entend les loups « chanter » (hurler).

## Politique et administration
| Période                                  | Période    | Identité       | Étiquette | Qualité                |
| ---------------------------------------- | ---------- | -------------- | --------- | ---------------------- |
| Les données manquantes sont à compléter. |            |                |           |                        |
| avant 1981                               | ?          | Pierre Pirot   | DVG       |                        |
| mars 2001                                | mars 2008  | Régine Derycke |           |                        |
| mars 2008                                | 31/12/2015 | Denise Renard  | UMP-LR    | Agricultrice retraitée |

## Démographie
L'évolution du nombre d'habitants est connue à travers les recensements de la population effectués dans la commune depuis 1793. À partir du 1er janvier 2009, les populations légales des communes sont publiées annuellement dans le cadre d'un recensement qui repose désormais sur une collecte d'information annuelle, concernant successivement tous les territoires communaux au cours d'une période de cinq ans. 
Pour les communes de moins de 10 000 habitants, une enquête de recensement portant sur toute la population est réalisée tous les cinq ans, les populations légales des années intermédiaires étant quant à elles estimées par interpolation ou extrapolation. Pour la commune, le premier recensement exhaustif entrant dans le cadre du nouveau dispositif a été réalisé en 2007,.
En 2013, la commune comptait 92 habitants, en évolution de +6,98 % par rapport à 2008 (Eure : +2,66 %, France hors Mayotte : +2,49 %).
| 1793 | 1800 | 1806 | 1821 | 1831 | 1836 | 1841 | 1846 | 1851 |
| ---- | ---- | ---- | ---- | ---- | ---- | ---- | ---- | ---- |
| 140  | 135  | 149  | 121  | 122  | 122  | 133  | 119  | 114  |

| 1856 | 1861 | 1866 | 1872 | 1876 | 1881 | 1886 | 1891 | 1896 |
| ---- | ---- | ---- | ---- | ---- | ---- | ---- | ---- | ---- |
| 115  | 111  | 106  | 111  | 95   | 104  | 92   | 89   | 95   |

| 1901 | 1906 | 1911 | 1921 | 1926 | 1931 | 1936 | 1946 | 1954 |
| ---- | ---- | ---- | ---- | ---- | ---- | ---- | ---- | ---- |
| 96   | 80   | 85   | 73   | 66   | 51   | 67   | 65   | 78   |

| 1962 | 1968 | 1975 | 1982 | 1990 | 1999 | 2007 | 2012 | 2013 |
| ---- | ---- | ---- | ---- | ---- | ---- | ---- | ---- | ---- |
| 86   | 69   | 45   | 47   | 52   | 60   | 84   | 88   | 92   |